# Ana Bárbara
Altagracia Ugalde Motta, nota come Ana Bárbara (Rioverde, 10 gennaio 1971), è una cantante messicana.

## Discografia
- 1994: Ana Bárbara
- 1995: La Trampa
- 1996: Ay, Amor
- 1997: Los Besos No Se Dan En La Camisa
- 1999: Tu Decisión
- 2001: Te Regalo La Lluvia
- 2003: Te Atraparé... Bandido
- 2005: Loca de Amar
- 2006: No Es Brujería
- 2009: Rompiendo Cadenas
- 2014: Yo Soy La Mujer